# ZNF491
ZNF491 (англ. Zinc finger protein 491) – білок, який кодується однойменним геном, розташованим у людей на короткому плечі 19-ї хромосоми. Довжина поліпептидного ланцюга білка становить 437 амінокислот, а молекулярна маса — 50 950.
| 10         |  | 20         |  | 30         |  | 40         |  | 50         |
| ---------- |  | ---------- |  | ---------- |  | ---------- |  | ---------- |
| MGERLFESAE |  | GSQCGETFTQ |  | VPEDMLNKKT |  | LPGVKSCESG |  | TCGEIFMGYS |
| SFNRNIRTDT |  | GHQPHKCQKF |  | LEKPYKHKQR |  | RKALSHSHCF |  | RTHERPHTRE |
| KPFDCKECEK |  | SFISPASIRR |  | YMVTHSGDGP |  | YKCKFCGKAL |  | DCLSLYLTHE |
| RTHTGEKRYE |  | CKQCGKAFSW |  | HSSVRIHERT |  | HTGEKPYECK |  | ECGKSFNFSS |
| SFRRHERTHT |  | GEKPYKCKEC |  | GKAFNCPSSF |  | HRHERTHTGE |  | KPYECKLYGK |
| ALSRLISFRR |  | HMRMHTGERP |  | HKCKICGKAF |  | YSPSSFQRHE |  | RSHTGEKPYK |
| CKQCGKAFTC |  | STSFQYHERT |  | HTGEKPDGCK |  | QCGKAFRSAK |  | YIRIHGRTHT |
| GEKPYECKQC |  | GKAFHCVSSF |  | HRHERTHAGE |  | KPYECKHCGK |  | AFTCSIYIRI |
| HERIHTGEKP |  | YQCKECGKAF |  | IRSSYCRKHE |  | RTHTINI    |  |            |

A: Аланін

C: Цистеїн

D: Аспарагінова кислота

E: Глутамінова кислота

F: Фенілаланін

G: Гліцин

H: Гістидин

I: Ізолейцин

K: Лізин

L: Лейцин

M: Метіонін

N: Аспарагін

P: Пролін

Q: Глутамін

R: Аргінін

S: Серин

T: Треонін

V: Валін

W: Триптофан

Задіяний у таких біологічних процесах, як транскрипція, регуляція транскрипції. 
Білок має сайт для зв'язування з іонами металів, іоном цинку, ДНК. 
Локалізований у ядрі.